# Theudis
Theudis († Juni 548 in Sevilla) war von Dezember 531 bis Juni 548 König der Westgoten.
Theudis war Nachfolger des 531 in Narbonne von den Franken unter Childebert I. während eines Feldzugs getöteten Amalarich. Theudis selbst war ostgotischer Herkunft. Er setzte den Feldzug fort, ohne dass hierüber nähere Einzelheiten bekannt wären. Er war mit einer reichen Romanin verheiratet und legte sich den in der Spätantike nur hohen Würdenträgern vorbehaltenen Gentilnamen Flavius zu, um seine eigene Stellung gegenüber dem oströmischen Kaisertum aufzuwerten.
Unterdessen gewannen die nördlichen Nachbarn des Westgotenreiches, die Franken, durch die Annexion Burgunds 534 gefährlich an Macht. 541 unternahmen die Frankenkönige Childebert I. und Chlothar I. erneut einen Feldzug gegen die Westgoten, bei denen sie Saragossa belagerten, doch gelang es Theudis, sie zu vertreiben. Kaum weniger gefährlich waren die Bemühungen des oströmischen Kaisers Justinians, den westlichen Mittelmeerraum zu erobern und so das alte Römerreich wiederherzustellen. In dessen Kriegen mit den Ostgoten und dem Vandalenreich, das 534 unterging, blieb Theudis zwar neutral, verlegte aber sicherheitshalber eine Garnison nach Ceuta, um gegen Angriffe gewappnet zu sein. Damit konnte er allerdings nicht verhindern, dass diese Stadt 547 an Ostrom verlorenging.
548 wurde Theudis von gegnerischen Westgoten ermordet, die Theudigisel zum Nachfolger machten. Dieser konnte sich allerdings nur ein Jahr halten und wurde von Agila I. abgelöst.